# Видалба
Видалба (итал. Viddalba) је насеље у Италији у округу Сасари, региону Сардинија.
Према процени из 2011. у насељу је живело 1483 становника. Насеље се налази на надморској висини од 22 м.

## Становништво
| 1931. | 1936. | 1951. | 1961. | 1971. | 1981. | 1991. | 2001. | 2011. |
| ----- | ----- | ----- | ----- | ----- | ----- | ----- | ----- | ----- |
| 1.208 | 1.216 | 1.479 | 1.713 | 1.671 | 1.718 | 1.781 | 1.719 | 1.694 |